# Film à clef

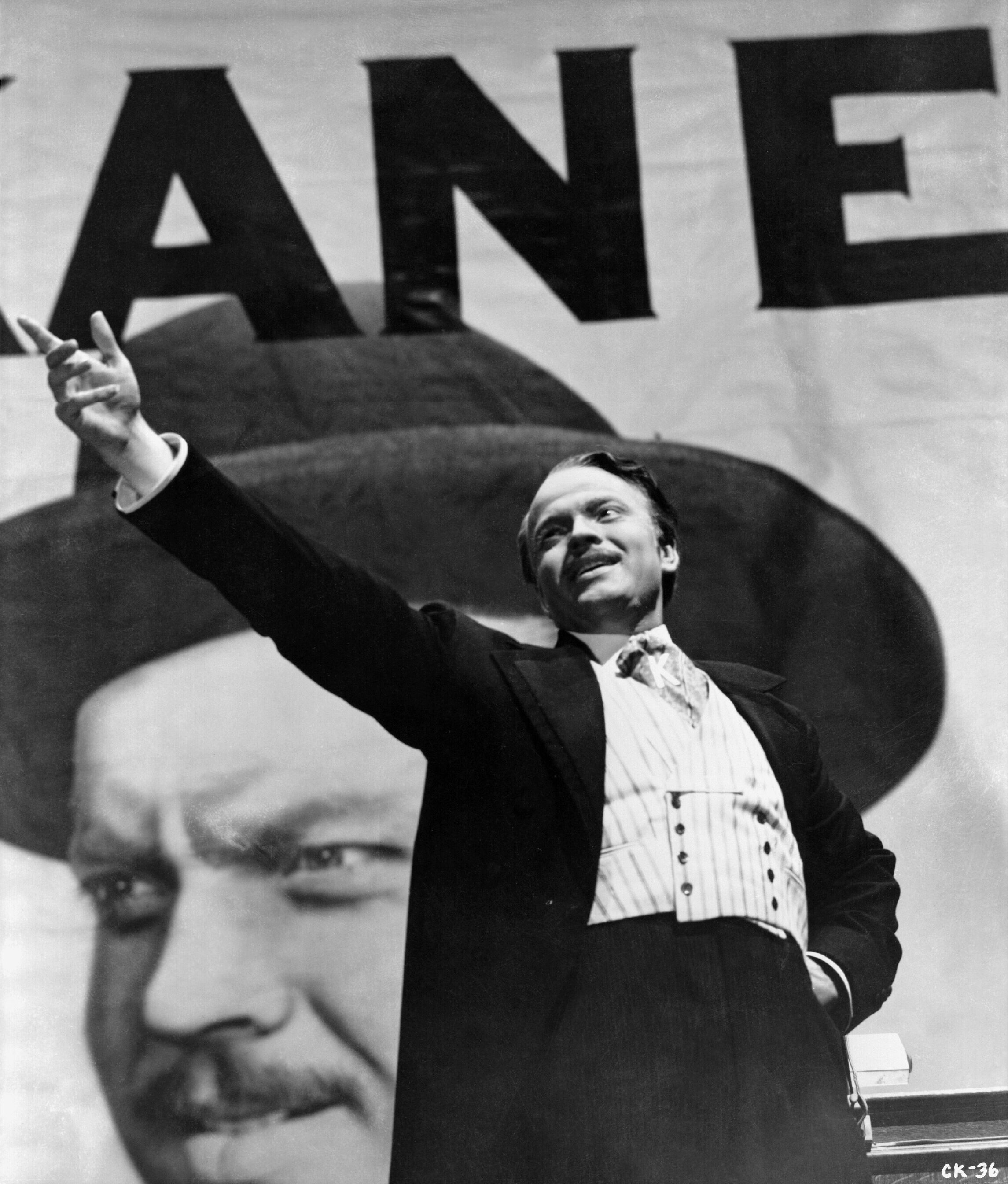
Citizen Kane (1941) est l'un des films à clef les plus connus.

Un film à clef (ou cinéma à clef, film à clé) est un genre cinématographique dans lequel certains personnages ou la totalité de ceux-ci représentent, de façon plus ou moins explicite, une personne réelle. Sous le couvert de la fiction, l'auteur écrit en réalité une histoire vraie, souvent pour éviter la diffamation tout en faisant une satire. La « clef » de l'histoire, qui fait comprendre au lecteur qu'il s'agit d'une histoire vraie, est habituellement une personnalité publique reconnue, plus particulièrement un homme politique ou une personne ayant une influence majeure sur un groupe, qu'il s'agisse de politique, d'affaires, de show-business, etc.
Son équivalent littéraire est le roman à clef qui partage la même technique.
De nombreux films à clef sont inspirés de personnalités d'Hollywood.

## Films à clef d'importance
- Huit et demi (1963) : inspiré de l'expérience de Federico Fellini et du « syndrome de la page blanche ».
- 42e Rue (1933)[3]
- Le Gouffre aux chimères (1951) : Chuck Tatum est vaguement inspiré de William Burke Miller (en).
- Adaptation (2002) : certaines parties du film sont inspirées du livre The Orchid Thief (en) de Susan Orlean, mais la majorité du film est fortement basée sur les difficultés de Charlie Kaufman à adapter le livre en scénario.
- Ève (1950)
- Love and Secrets (2010) : inspiré de la vie de Robert Durst.
- Alpha Dog (2006) : basé sur l'histoire de Jesse James Hollywood et du meurtre de Nicholas Markowitz (en).
- Annie Hall (1977) : supposément une version de la propre relation de Woody Allen avec Diane Keaton (dont le nom de naissance est Diane Hall). Allen a cependant toujours nié cela dans ses interviews.
- Les Ambitieux[1] : basé sur le livre de Harold Robbins, dont le personnage principal, Jonas Cord, est influencé par Howard Hughes.
- Casino (1995) : inspiré de Frank Rosenthal et du casino Stardust.
- Citizen Kane (1941) : partiellement basé sur la vie du magnat de la presse William Randolph Hearst[1].
- Tournage dans un jardin anglais (2005)[4].
- Le diable s'habille en Prada (2006) : inspiré de l'éditrice de Vogue, Anna Wintour.
- Diva (1981) : basé sur la première carrière européenne de la soprano Jessye Norman.
- Dreamgirls (2006) : comédie musicale inspirée de la carrière des Supremes.
- Festen (1998) : basé sur une histoire de la vie réelle supposée du réalisateur Thomas Vinterberg entendue à la radio danoise.
- The Five Heartbeats (en) (1991) : vaguement inspiré de la carrière des Temptations, Dells, Four Tops, Wilson Pickett, James Brown, Sam Cooke, Frankie Lymon et d'autres
- La Déesse (1958)[1] : serait basé sur Marilyn Monroe.
- L'Empire du Grec (1978)[1] : inspiré d'Aristote Onassis.
- Le Dictateur (1940) : Adenoïd Hynkel est inspiré d'Adolf Hitler.
- Guru (2007) : inspiré sur l'ascension et les pratiques commerciales de Dhirubhai Ambani.
- I'm Not There (2007) : série d'histoires vaguement inspirées de la vie de Bob Dylan. Alors que certaines parties sont des interprétations fidèles de parties de la vie de Dylan (comme celle mettant en vedette Cate Blanchett), d'autres sont des récits fortement romancés inspirées par la musique de Dylan (comme celle avec Richard Gere).
- Images de la vie (1934)[1]
- Last Days (2005) : une dramatisation à peine dissimulée des derniers jours de Kurt Cobain.
- Le Dernier Samouraï (2003) : inspiré de la rébellion de Satsuma de 1876 et également de l'histoire de Jules Brunet, officier militaire français ayant combattu durant la guerre de Boshin.
- Le Dernier Nabab (1976)[1]
- La Vie aquatique (2004) : le protagoniste est librement inspiré de Jacques-Yves Cousteau.
- Lost in Translation (2003) : Charlotte et John sont censés être vaguement inspirés de l'auteure-réalisatrice Sofia Coppola et de son ex-mari Spike Jonze.
- Magnolia (1999) : vaguement inspiré de l'expérience de Paul Thomas Anderson face à la mort de son père du cancer.
- Le Cavalier miracle (1935) et Espionnage (1937) : les deux protagonistes de ces films sont inspirés de Basil Zaharoff[réf. souhaitée].
- Network : Main basse sur la télévision (1976)[1]
- Okay, America!, (1932) et Le Grand Chantage (1957) : les deux films sont inspirés de la vie du chroniqueur de potins politiques Walter Winchell.
- The Power and the Glory (1933) : vaguement basé sur la vie de magnat des céréales de petit-déjeuner C. W. Post.
- Primary Colors (1998) : description à peine voilée de la campagne présidentielle de Bill Clinton en 1992.
- Psychose (1960), Massacre à la tronçonneuse (1974), et Le Silence des agneaux (1991) : les tueurs de ces films sont tous étroitement inspirés d'Ed Gein, qui a assassiné deux femmes, violé de nombreuses tombes et fabriqué des vêtements et des meubles à partir de peau et d'os humains.
- Rossini (en) (1942)[5]
- Il faut sauver le soldat Ryan (1998) : vaguement inspiré de l'histoire des frères Niland.
- Scarface (1932) : largement basé sur la vie d'Al Capone.
- Une étoile est née (1937)[6]
- Boulevard du crépuscule (1950)[1]
- Velvet Goldmine (1998) : largement basé sur la carrière de David Bowie.
- Chasseur blanc, cœur noir (1990)[7] : basé sur le réalisateur John Huston.
- Withnail et moi (1987) : basé sur les expériences de l'auteur/réalisateur Bruce Robinson, représenté dans le film par « Moi » (Paul McGann), et son ami Vivian MacKerrell (en), représenté dans le film par (Richard E. Grant), en tant qu'acteurs en difficulté vivant à Camden Town à la fin des années 1960. Le personnage d'Oncle Monty (Richard Griffiths) est basé sur le réalisateur italien Franco Zeffirelli, à qui Robinson fait des avances amoureuses pendant le tournage de Roméo et Juliette.